# حساب ایتو

نام گذاری حسابان ایتو پس از گسترش روشهای محاسبه فرایندهای تصادفی مانند حرکت براونی (فرایند وینر را ببینید) توسط کیوشی ایتو انجام شد. این روشها کاربردهای مهمی در ریاضی مالی و معادلات دیفرانسیل آماری دارد.
مفهوم محوری انتگرال تصادفی Itô است، یک تعمیم تصادفی انتگرال ریمان–استلیس. در اینجا چیزی که از آن انتگرال گرفته می‌شود و نتیجه فرایندها ی تصادفی اند:
{\displaystyle Y_{t}=\int _{0}^{t}H_{s}\,dX_{s},}
که در آن H فرایند محلی مربع-انتگرال‌پذیر طبق filtration تولید شده بر حسب X که یک حرکت براونی یا به‌طور کلی تر یک semimartingale است. نتیجه انتگرال یک فرایند تصادفی دیگر است.

## نماد
فرایند Y به صورت زیر تعریف می‌شود
{\displaystyle Y_{t}=\int _{0}^{t}H\,dX\equiv \int _{0}^{t}H_{s}\,dX_{s},}
که خود یک فرایند تصادفی با پارامتر زمان t است که گاهی اوقات به صورت Y = H · X نوشته می‌شود. همچنین انتگرال اغلب یه صورت فرم دیفرانسیلی dY=HdX نوشته می‌شود.

## فرایندهای ایتو
یک فرایند ایتو به این صورت تعریف شده‌است که فرایند برابر جمع انتگرال نسبت به حرکت براونی و انتگرالی نسبت به زمان قابل بیان باشد:
{\displaystyle X_{t}=X_{0}+\int _{0}^{t}\sigma _{s}\,dB_{s}+\int _{0}^{t}\mu _{s}\,ds.}
در اینجا B یک حرکت براونی است و لازم است که σ یک فرایند قابل پیش‌بینی و B-integrable (بورل انتگرال پذیر) باشد و μ نیز قابل پیش‌بینی و انتگرال پذیر است که،
{\displaystyle \int _{0}^{t}(\sigma _{s}^{2}+|\mu _{s}|)\,ds<\infty }
برای هر t. انتگرال تصادفی را می‌توان به یک فرایند ایتو توسعه داد،
{\displaystyle \int _{0}^{t}H\,dX=\int _{0}^{t}H_{s}\sigma _{s}\,dB_{s}+\int _{0}^{t}H_{s}\mu _{s}\,ds.}
این تعریف برای همه انتگرال‌هایی که به صورت محلی محدود و قابل پیش است، تعریف شده‌است. به‌طور کلی لازم است که σ ویژگی B-integrable (بورل انتگرال پذیر) را داشته باشد و μ نیز Lebesgue (لبک) انتگرال‌پذیر باشد، بنابراین
{\displaystyle \int _{0}^{t}(H^{2}\sigma ^{2}+|H\mu |)ds<\infty .}

## خواص
خواص زیر را می‌توان در آثار مانند Revuz & Yor 1999 و Rogers & Williams 2000 یافت:
- انتگرال تصادفی فرایند càdlàg است. علاوه بر آن، یک semimartingale نیز است.

## لم ایتو
لم ایتو نسخه قاعده زنجیره‌ای متغیرها است که روی انتگرال ایتو اعمال شده‌است. این لم یکی از قدرتمندترین و پراستفاده‌ترین قضیه‌ها ی مورد استفاده در حساب تصادفی (stochastic calculus) است. برای X ای شبه‌مارتینگل که dبعدی است و X = (X1,... ,Xd) که تا مرتبه دوم مشتق پذیر است تابع f از Rd به R که f(X) یک شبه‌مارتینگل است 
{\displaystyle df(X_{t})=\sum _{i=1}^{d}f_{i}(X_{t})\,dX_{t}^{i}+{\frac {1}{2}}\sum _{i,j=1}^{d}f_{i,j}(X_{t})\,d[X^{i},X^{j}]_{t}.}